# Copanatoyac
Copanatoyac è un comune del Messico, situato nello stato di Guerrero.